# Ульвие-султан (дочь Мехмеда VI)
Ульвие́-султа́н (тур. Ulviye Sultan), также Фатыма́ Ульвие́-султа́н (тур. Fatıma Ulviye Sultan) и Фатьма́ Ульвие́-султа́н (тур. Fatma Ulviye Sultan; 12 сентября 1892 года, Стамбул — 25 января 1967 года, Измир) — старшая дочь последнего османского султана Мехмеда VI Вахидеддина от его первой жены Эмине Назикеды Кадын-эфенди. В 1924 году, как и другие члены династии, была изгнана из страны, в 1952 году вернулась на родину и носила фамилию Гермияноглу́ (тур. Germiyanoğlu).

## Биография

### Происхождение и ранние годы
Ульвие-султан родилась 12 сентября 1892 года в Стамбуле, по разным данным во дворце Ферие (Ортакёй) или же в особняке Ченгелькёй. Родителями девочки были османский султан Мехмед VI Вахидеддин и его первая жена Эмине Назикеда Кадын-эфенди. На момент рождения Ульвие трон занимал её дядя Абдул-Хамид II, а её отец был лишь одним из более дюжины взрослых наследников-шехзаде. Мать султанши Эмине Назикеда была дочерью цабалского князя Хасана Али-бея Маршана и адлерской княжны Фатьмы-ханум Аредбы. Помимо Ульвие в семье было ещё две дочери — младшая Сабиха-султан, достигшая зрелого возраста, и старшая Мюнире/Фенире, умершая в младенчестве. Кроме того, у султанши был единокровный младший брат Мехмед Эртугрул-эфенди от брака отца с Шадие Мюведдет Кадын-эфенди.
Детство и юность Ульвие и её сестры, по данным турецкого историка Недждета Сакаоглу, прошли в особняке в Ченгелькёе, где девочки получали частное образование у гувернанток и преподавателей. Также султанш обучали игре на фортепиано под руководством мадемуазель Вочино. Придворная дама матери Ульвие Лейла Ачба описывала её как «аристократку, очень деликатную, с хорошим характером, приятную собеседницу». Молодые годы девушек пришлись на сложный период для страны и мира в целом — в 1914 году разразилась Первая мировая война; и хотя положение в стране было тяжёлым, сами султанши никаких трудностей не испытывали. Наиболее тесные отношения у Ульвие сложились с сестрой, однако близка она была и с двумя жёнами отца Шадие Мюведдет Кадын-эфенди и Неваре Ханым-эфенди, которые получили от султанш прозвища «мини-мама» (тур. Mini Anne) и «красивая мама» (тур. Cici Anne) соответственно; из этих двоих жён отца Сабиха и Ульвие больше всего любили и доверяли Шадие Мюведдет.
Когда в 1916 году наследный шехзаде Юсуф Иззеддин-эфенди совершил самоубийство, титул наследника получил отец Ульвие.

### Первый брак
В 1916 году Ульвие-султан вышла замуж за Исмаила Хаккы-бея, сына бывшего великого визиря Ахмеда Тефвика-паши. Религиозную церемонию 10 августа 1916 года провёл шейх-уль-ислам Юргюплю Мустафа Хайри-эфенди, пышные празднования прошли в султанском дворце Долмабахче. В документе, удостоверяющем брак, в качестве махра значился 1001 мешочек золота. Для проживания паре был выделен дворец в Куручешме, где в 1917 году и родился единственный ребёнок Ульвие — Хюмейра Ханым-султан.

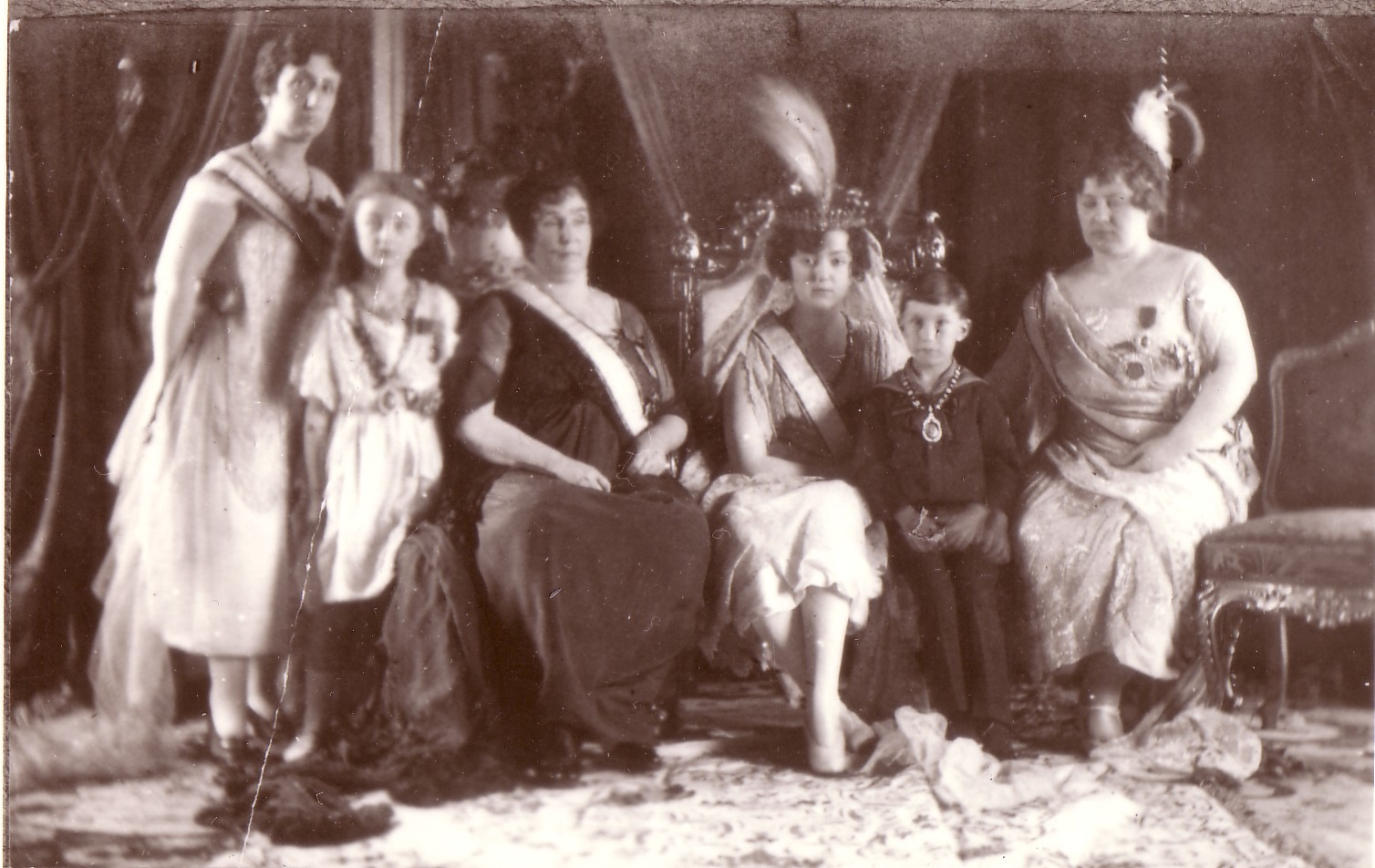
Фотография со свадьбы сестры Ульвие Рукие Сабихи-султан. Ульвие крайняя слева, Рукие Сабиха сидит в центре. 1920 год

Сакаоглу пишет, что Исмаил Хаккы-бей был другом Мустафы Кемаля-паши по Военной академии, поэтому в 1920 году он тайно отправился в Анатолию, чтобы примкнуть к Освободительному движению, из-за чего его отношения с женой дали трещину. 21 июня 1922 года, в последние месяцы правления своего отца, Ульвие-султан использовала право на развод.
Лейла Ачба же считает, что брак дал трещину гораздо раньше побега Исмаила Хаккы. Она пишет, что хотя окружающие считали брак счастливым, реального положения дел никто знать не мог. Однажды Ульвие пришла к матери в слезах и сообщила, что у неё с мужем произошёл скандал, и они уже давно не делят постель. Эмине Назикеда хотела вмешаться, поскольку очень любила зятя, однако в итоге передумала. Вместе с тем, 28 января 1922 года Исмаил Хаккы уехал в Анкару, никого не предупредив. Ульвие, её родители и весь дворец были в ужасе: ранее, 17 мая 1919 года, в Анатолию тайно с большой суммой денег отбыл адъютант султана Мустафа Кемаль-паша; однако по прибытии в Самсун денег при паше не оказалось, и во дворце его посчитали предателем. Ульвие опасалась, что супруг пошёл по стопам друга. От всего пережитого у неё развилось нервное расстройство, и она пребывала в полуобморочном состоянии. Окружающие ожидали, что Ульвие использует право на развод, однако султанша тянула с решением пять месяцев после побега мужа, надеясь, что он вернётся.

### Второй брак и изгнание
1 ноября 1922 года правительство в Анкаре приняло решение о разделении халифата и султаната и упразднении последнего. В первые дни после упразднения султаната отец Ульвие провёл тайные приготовления и 17 ноября 1922 года сбежал, при этом его семья осталась в Стамбуле. Под свою опеку семью брата взял халиф Абдулмеджид-эфенди. 12 октября 1923 года в Анкаре было созвано Великое национальное собрание Турции, провозгласившее создание Турецкой республики.
Лейла Ачба пишет, что в день провозглашения республики семья и слуги бывшего султана были заняты приготовлениями к свадьбе Ульвие. Сама султанша, узнав о падении империи, собиралась отменить церемонию, однако мать и придворная дама матери Лейла-ханым отговорили её. 1 ноября 1923 года Ульвие-султан сочеталась браком с Али Хайдар-беем, сыном Зюлюфлю Исмаила-паши, во дворце Нишанташи. Свадебная церемония была очень скромной, из гостей присутствовали только мать невесты и пятеро придворных дам. Лейла-ханым отмечает тот факт, что свидетелем со стороны невесты был Рефет-паша — посланник правительства, годом ранее объявивший Мехмеду Вахидеддину об упразднении султаната и считавшийся во дворце предателем. Для проживания новобрачным был выделен дворец Нишанташи, брак оставался бездетным.

Дочь Ульвие Хюмейра Ханым-султан

3 марта 1924 года был издан указ о высылке членов династии Османов за пределы страны. 4 марта в полдень Ульвие-султан было объявлено, что все члены семьи Мехмеда VI должны покинуть страну; мужчинам давалось 24 часа, женщинам — 10 суток. Те, кто не уедет добровольно в установленный срок, будут выдворены из страны силой. Ранее тем же утром был тайно вывезен из страны халиф Абдулмеджид со своей семьёй. Вечером того же дня Ульвие навестила мать, которой о депортации объявили ещё в 8 утра. 5 марта был разграблен дворец, в котором обитала семья Мехмеда Вахидеддина, хотя к тому моменту у обитательниц дворца почти не осталось ни денег, ни драгоценностей, которые можно было продать. 6 марта Ульвие с сестрой навестила мать и они приняли решение покинуть страну как можно скорее. Отъезд был назначен на 10 марта: в Сан-Ремо, где жил Мехмед Вахидеддин, его жёны должны были отправиться по морю, тогда как Рукие Сабиха и Ульвие покидали Стамбул поездом. 10 марта, как и планировалось, семья бывшего султана покинула страну. До смерти отца Ульвие с мужем проживала с другими членами семьи в Сан-Ремо, затем переехала во французскую Ментону. В 1929 году супруги переехали в Египет и обосновались в Александрии.

### Последние годы
В 1952 году Ульвие вместе с мужем смогла вернуться в Турцию. Они поселилась в доме дочери Хюмейры в Измире и провели оставшуюся жизнь под фамилией Гермияноглу как рядовые граждане республики. Умерла Ульвие 25 января 1967 года в Измире. Тело её было перевезено в Стамбул и захоронено на кладбище Ашиян. Турецкий историк Чагатай Улучай без указания даты смерти Али Хайдара пишет, что Ульвие пережила мужа и больше замуж не выходила.

## Комментарии
1. ↑  Недждет Сакаоглу пишет, что старшие дети Мехмеда VI, Ульвие и Рукие Сабиха, родились и выросли в особняке Ченгелькёй[7]. Однако Лейла Ачба пишет, что Мехмед Вахидеддин с семьёй переселился в Ченгелькёй из Ферие[8] из-за случившегося в его части дворца пожара[9] лишь после 1905 года[8].